# Théâtre à l'italienne

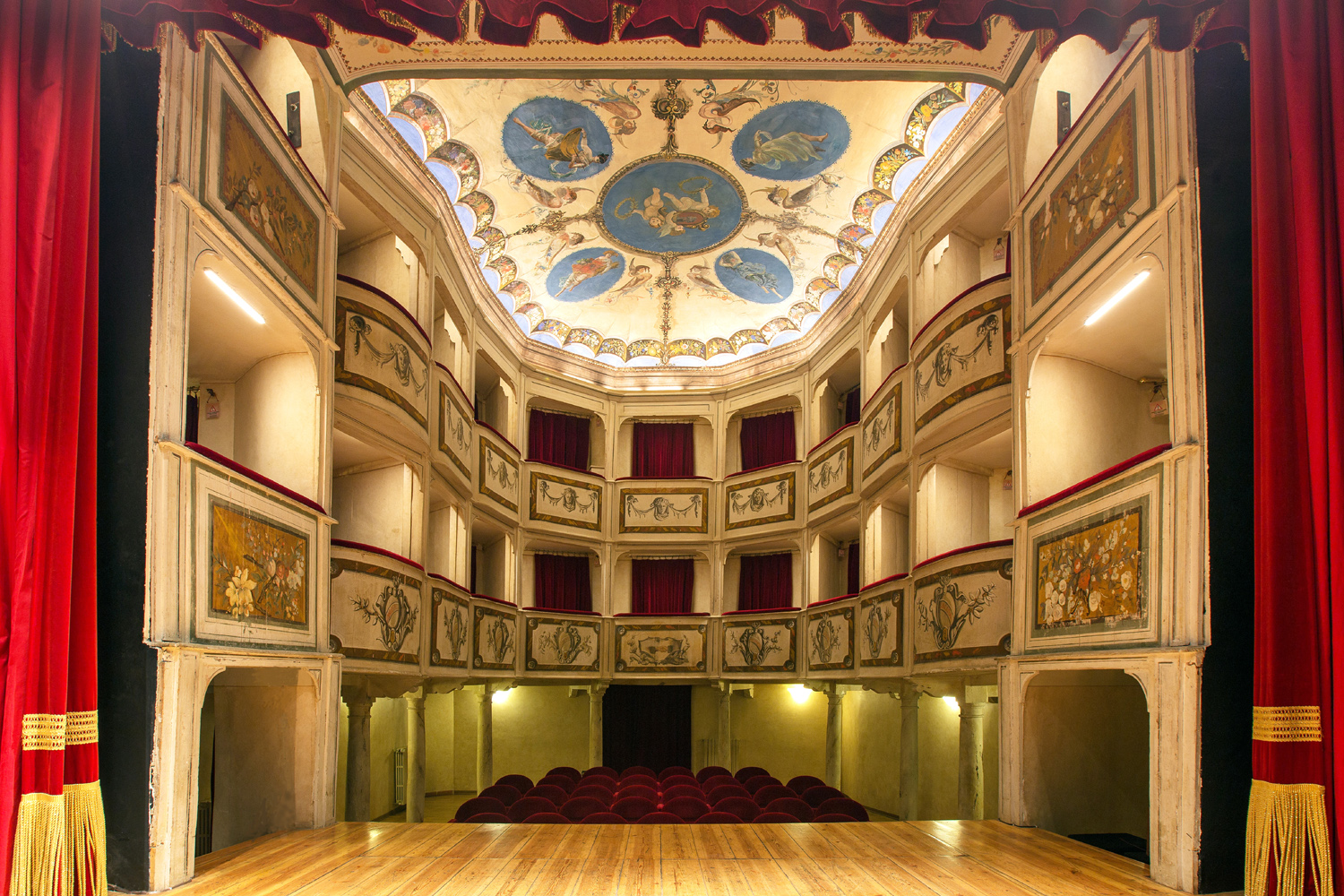
Teatro della Concordia à Monte Castello di Vibio, en Italie.

Le théâtre à l'italienne est un style architectural concernant l'organisation des volumes intérieurs des théâtres dont les premiers exemples remontent à la fin du XVIe siècle en Italie. Ce style d'édifice a été particulièrement prisé entre les XVIIIe et XIXe siècles, de l'Europe jusqu'en Amérique du Sud.

## Histoire
Entre l'époque gréco-romaine et le XVIe siècle, il n'y avait pas en Europe d'édifices consacrés exclusivement au spectacle théâtral. Les troupes de comédiens montaient leurs tréteaux, utilisaient des structures construites pour d'autres spectacles (par exemple les arènes), ou étaient rattachées à une famille noble et se produisaient dans le théâtre de sa demeure. À l’instar de Bastiano da Sangallo, les décorateurs et scénographes se déplacent de villes en villes au gré de la demande.
Les premiers théâtres permanents apparurent dans la deuxième moitié du XVIe siècle en Espagne (les corrales de comedias) et en Angleterre (the Swan). Les galeries pour les spectateurs étaient protégées par un toit. La scène était à ciel ouvert, au milieu de l'espace ou en avancée dans le parterre.
En Italie, la réflexion sur l'espace théâtral conduisit à la réalisation d'une structure propre, désignée plus tard comme théâtre à l'italienne. Le prototype en est le teatro Olimpico de Vicence, en Italie, commencé en 1580 d'après les plans d'Andrea Palladio. À la mort de ce dernier, le projet est confié à son disciple Vincenzo Scamozzi, à qui l'on doit la réalisation de la scène en perspective. Pour ce théâtre, voulu par l'Accademia Olimpica (it) pour la diffusion du savoir scientifique, littéraire et artistique, on ne construisit pas de nouveau bâtiment : il fut aménagé dans une ancienne forteresse de la ville et inauguré en 1585. 
Scamozzi réalisa ensuite sur le même principe le teatro all'Antica (1588-1590) de Sabbioneta. Ce théâtre est le premier pour lequel un bâtiment séparé fut construit. Il fut un exemple rapidement suivi dans toutes les villes d'Italie. 

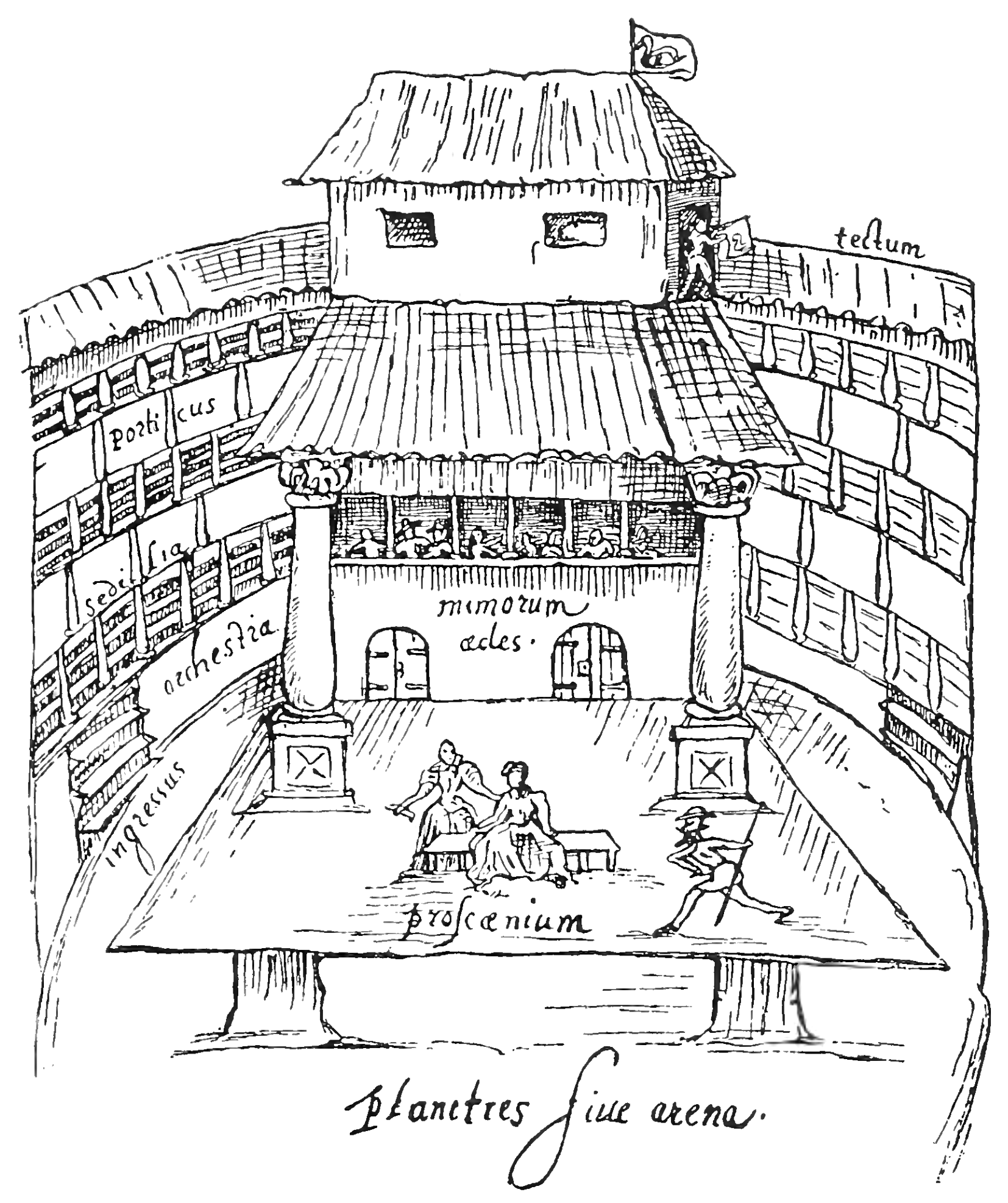
Croquis d'une répétition au théâtre The Swan à Londres, 1596.
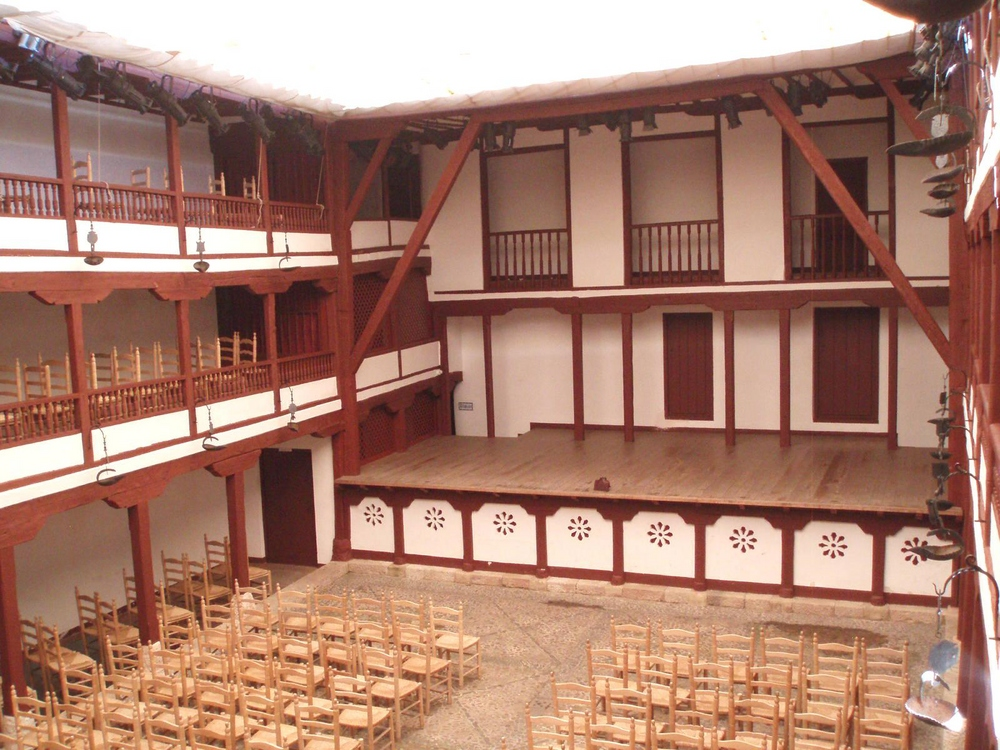
Le corral de comedias d'Almagro, 1629.
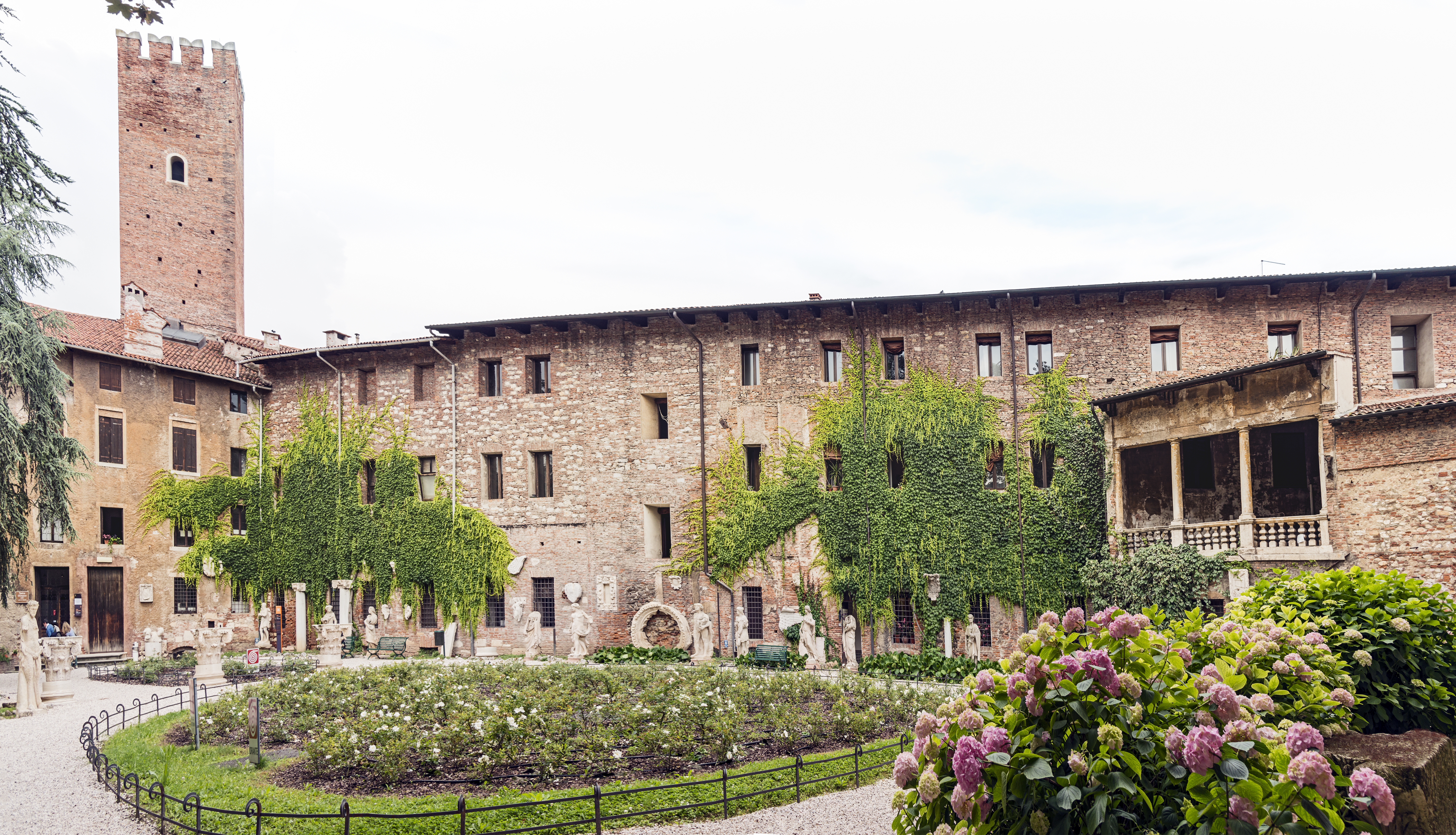
La cour du teatro Olimpico de Vicence, 1585.
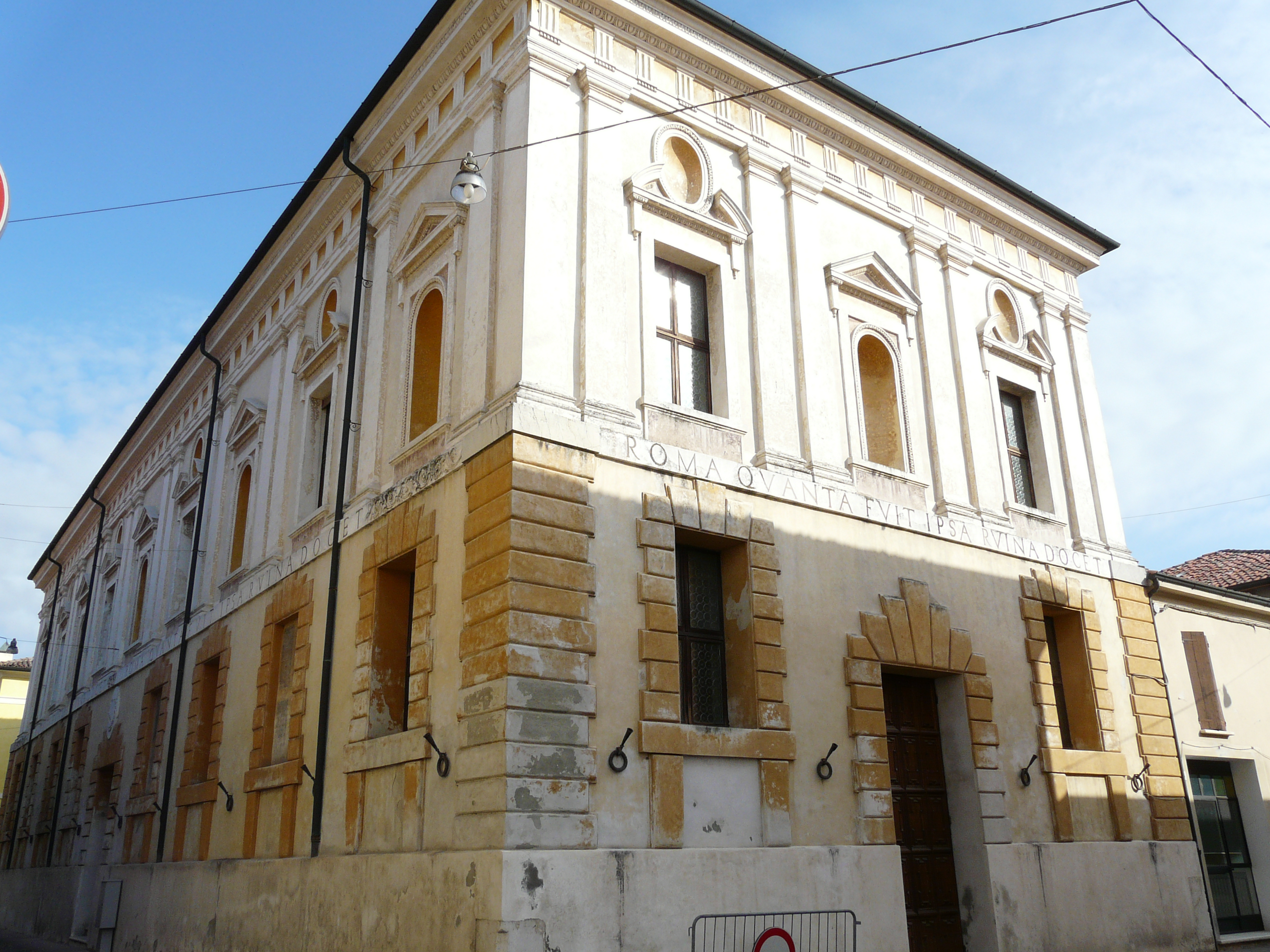
Façade du teatro all'Antica de Sabbioneta, 1590.

En France, les « salles à l'italienne » apparurent dans la deuxième moitié du XVIIIe siècle, la première étant celle du théâtre du quartier Saint-Clair à Lyon. Ce théâtre, terminé en 1756, fut réalisé par Jacques-Germain Soufflot et son collaborateur Jean-Antoine Morand,. 
Le XIXe siècle marque l'apogée de la diffusion du théâtre à l'italienne, en Europe et en Amérique du Sud, avec par exemple le Teatro Argentino de La Plata (es).

## Organisation de l'espace intérieur
En plus du toit, le théâtre à l'italienne présente les caractéristiques suivantes qui le distinguent des théâtres précédents :
- forme et taille de la salle de spectacle ;
- nette séparation entre scène et public ;
- disparition des gradins, remplacés par les galeries, les loges et plus tard le poulailler[3].

La transformation de l'espace théâtral est le fruit de la réflexion des architectes et auteurs humanistes. Cette transformation physique se fait en parallèle avec une évolution de la dramaturgie. Le théâtre à l'italienne est une synthèse de différentes formes de théâtre : les théâtres de cour sont des pièces fermées à l'intérieur des palais ;  les lieux de représentation pour un public plus large sont des amphithéâtres, des hémicycles ou des espaces à ciel ouvert. Les architectes italiens combinent les deux et inscrivent une forme elliptique dans un volume rectangulaire couvert.
Classiquement, la salle est structurée en plusieurs étages / balcons sur un plan ayant varié de forme entre le -U-, l'ovale tronqué ou « la cloche renversée » (Théâtre philharmonique de Vérone). La forme définit architecturalement la largeur d'ouverture de la scène.

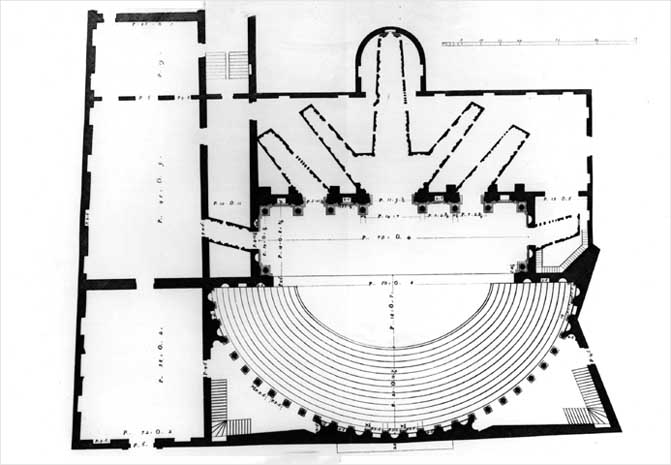
Plan du rez-de-chaussée du teatro Olimpico de Vicence.
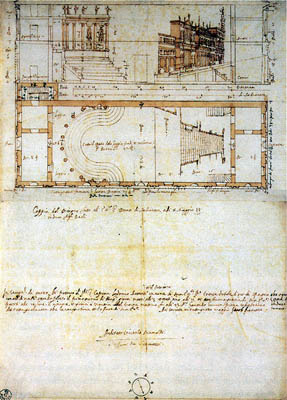
Plan du teatro all'Antica de Sabbioneta.
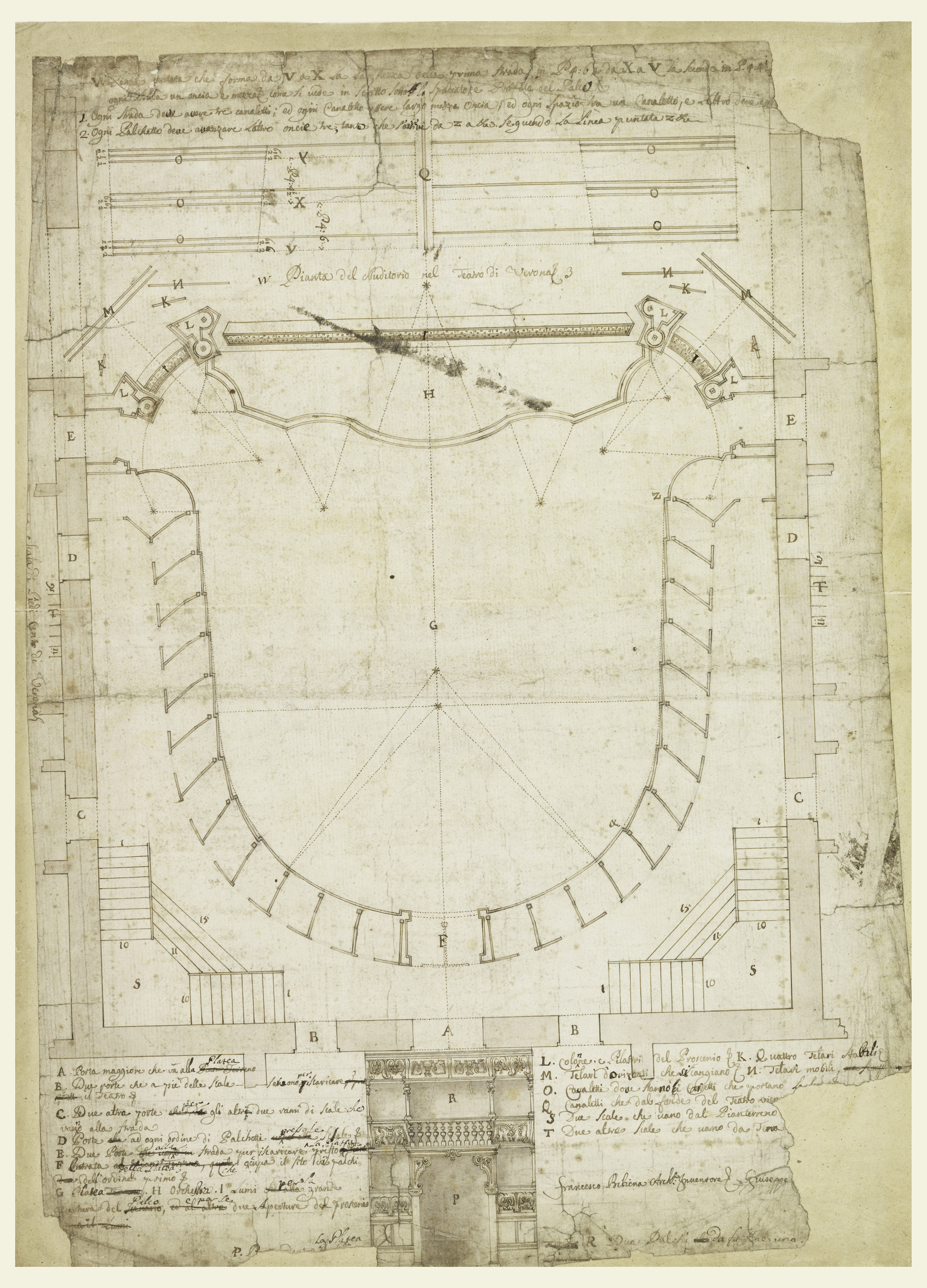
Plan du Théâtre philharmonique de Vérone.

La scène de forme cubique du théâtre à l'italienne délimite nettement la frontière entre public et représentation. La coupure est marquée visuellement par le cadre de scène, renforçant ainsi le quatrième mur, le plan imaginaire vertical séparant les spectateurs de l'action.

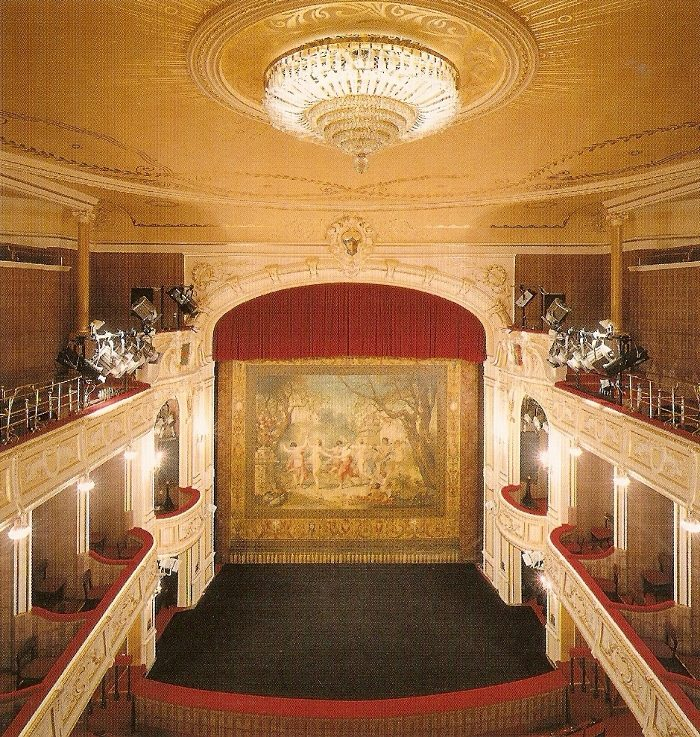
Scène du théâtre de Bielsko-Biała en Pologne.
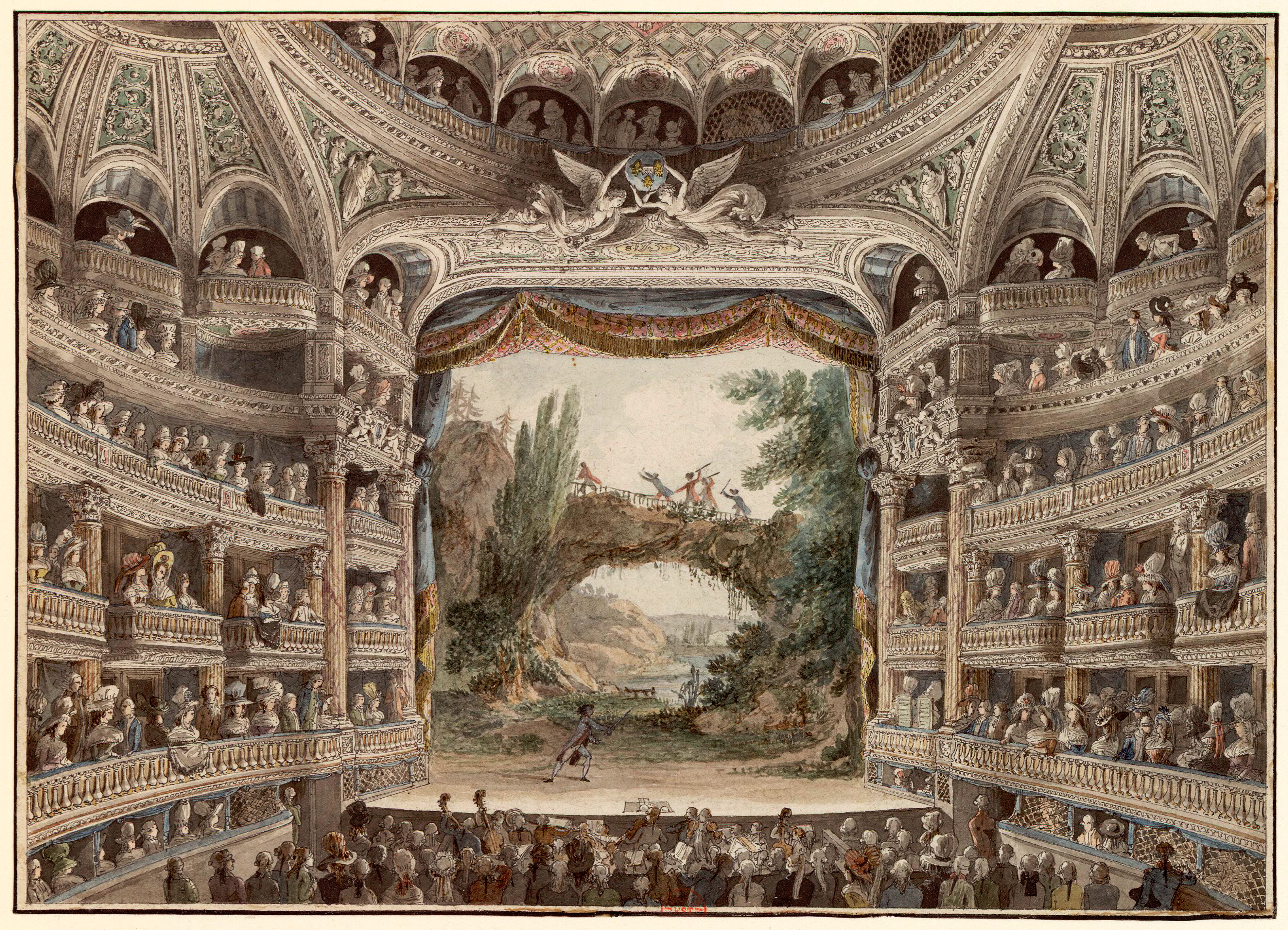
Salle Richelieu réalisée par Victor Louis, Palais-Royal à Paris.

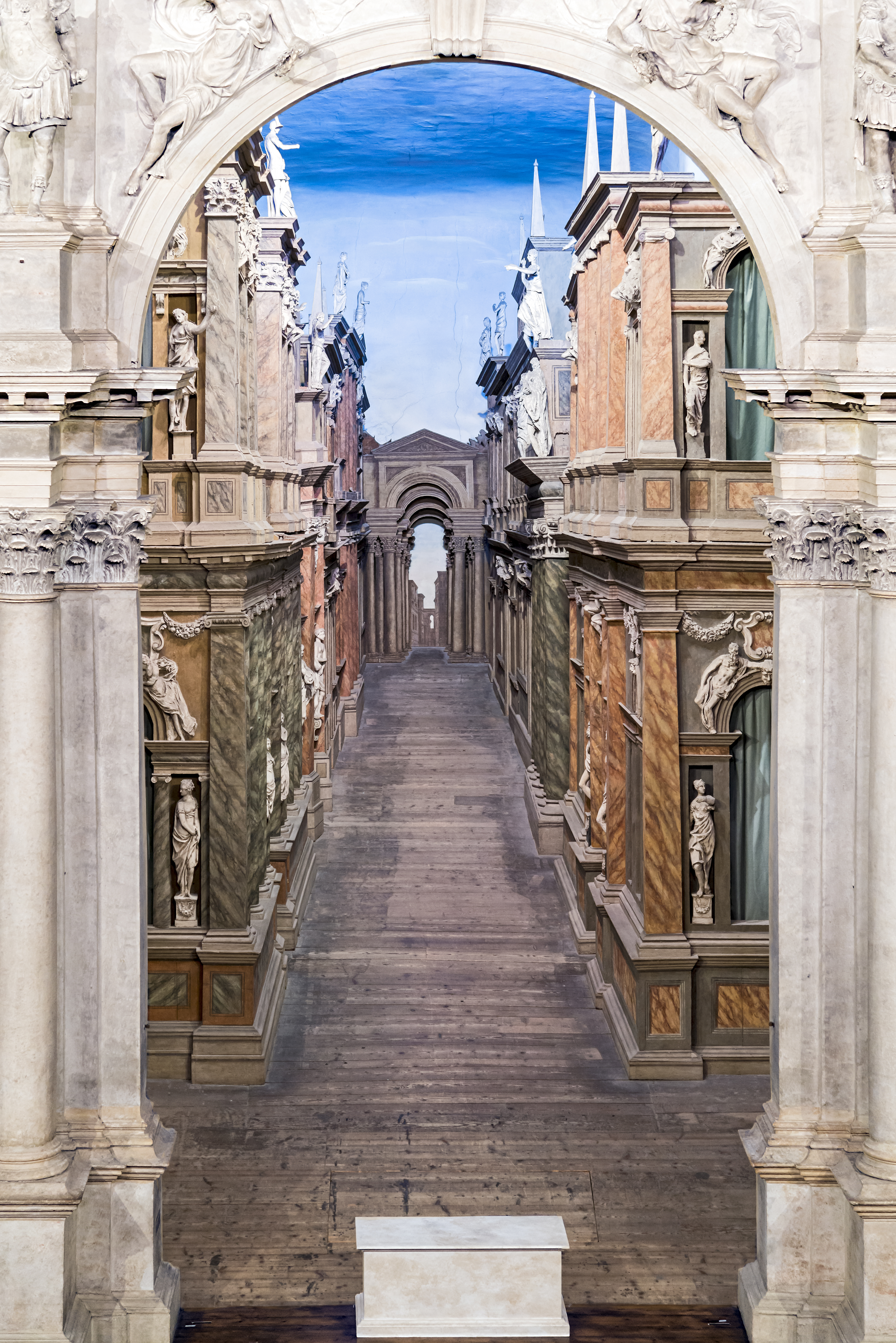
Décor en perspective réalisé par Vincenzo Scamozzi pour le teatro Olimpico.

La scène à l'italienne est typiquement surélevée par rapport à la salle, avec un plancher légèrement incliné vers le public. Elle est le centre d'un vaste volume en grande partie invisible du public : la cage de scène, où sont aménagés différents espaces techniques recevant une machinerie complexe permettant de produire des effets spéciaux ou décoratifs variés pour la mise en scène ou présentation adaptée, organisée pour chaque type d'œuvre ou genre de spectacle. 
Sur la scène à l'italienne, le décor est conçu comme un tableau mis en relief par des plans successifs selon les lois de la perspective définies et appliquées par des scénographes tels que Sebastiano Serlio, Nicola Sabbattini ou Francesco Galli da Bibiena, ce dernier étant le concepteur[réf. nécessaire] du point de fuite en oblique. Le plancher de scène s'élève sur une pente moyenne de 2 % (2 cm par mètre) à 5 % de la face vers le mur du lointain.
La structure du théâtre à l’italienne entraîne une nouvelle organisation de l’espace réservé aux spectateurs. Auparavant, dans les thêâtres de l’aristocratie, les spectateurs les plus importants étaient assis dans des loges faisant face à la scène ou même sur des fauteuils placés directement sur la scène. Dans les lieux de spectacles publics, les spectateurs se répartissaient dans les galeries ou sur le parterre, face ou autour de la scène. La salle à l’italienne reflète elle aussi la hiérarchie sociale. Les sièges occupent tout le pourtour de la salle et les spectateurs peuvent voir et être vus, plus ou moins bien selon leur importance sociale. Le parterre, avec ou sans sièges, accueille les moins aisés. Aux spectateurs les plus riches vont les loges qui font face à la scène et offrent le meilleur point de vue de la perspective des décors. Elles sont richement décorées et reflètent le statut des occupants. Le public qui peut se l’offrir occupe les balcons. Plus tard, avec l’addition de sièges au parterre, les classes populaires sont repoussées vers la partie la plus haute et assistent au spectacle depuis le poulailler.
Jusqu'au début du XIXe siècle, toutes les salles de spectacle étaient éclairées pendant tout le spectacle par de multiples girandoles et lustres équipés de chandelles. Il fallut attendre l'avènement du gaz d'éclairage vers 1820 (à Paris, au théâtre de l'Odéon et au théâtre de l'Opéra impérial situé rue Le Pelletier) et la souplesse de son réglage afin de plonger les salles dans une pénombre presque totale mettant en valeur des éclairages scéniques beaucoup plus élaborés, gradués et colorés. Le noir complet ne fut obtenu qu'avec l'électricité, permettant de concentrer toute l'attention du public vers la scène et l'œuvre. 
Ce genre de bâtiment est toujours doté d'une ou plusieurs salles annexes pouvant recevoir les spectateurs avant les représentations et pendant les entractes du spectacle : vestibule, foyers du public, etc.

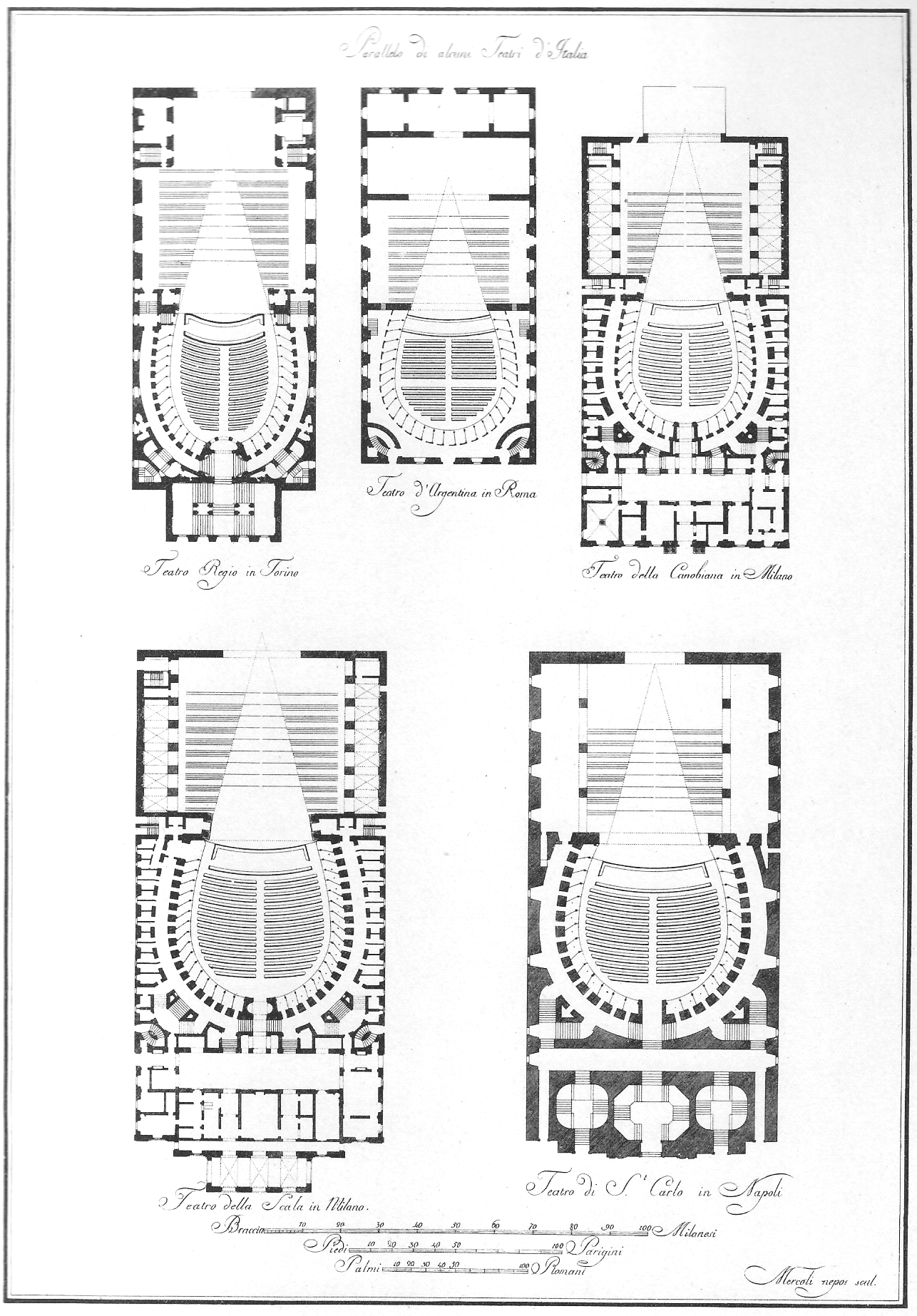
Plans de quelques théâtres italiens, gravures sur plaque de cuivre, 1789.
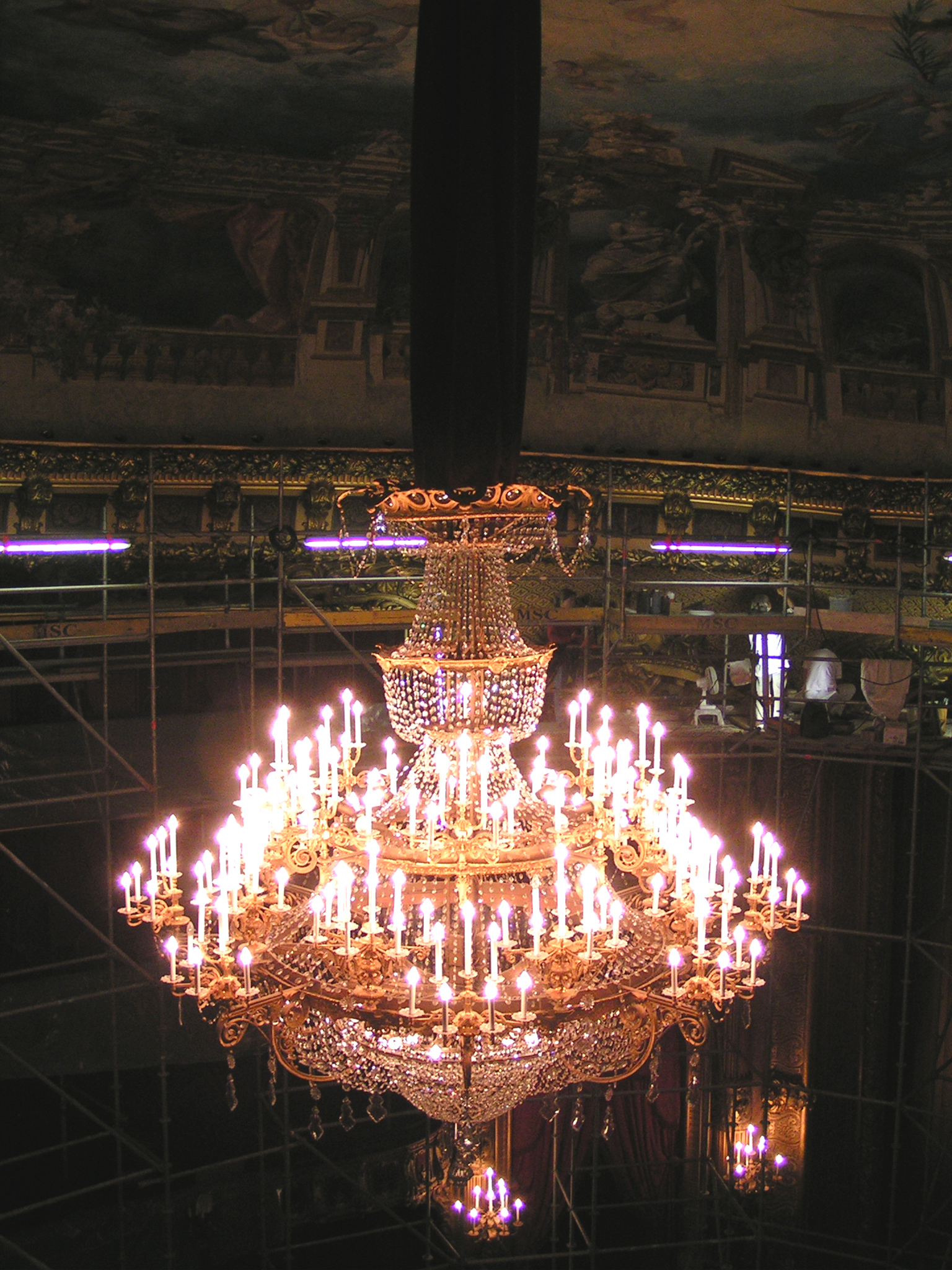
Lustre du théâtre royal de la Monnaie à Bruxelles, XIXe siècle.
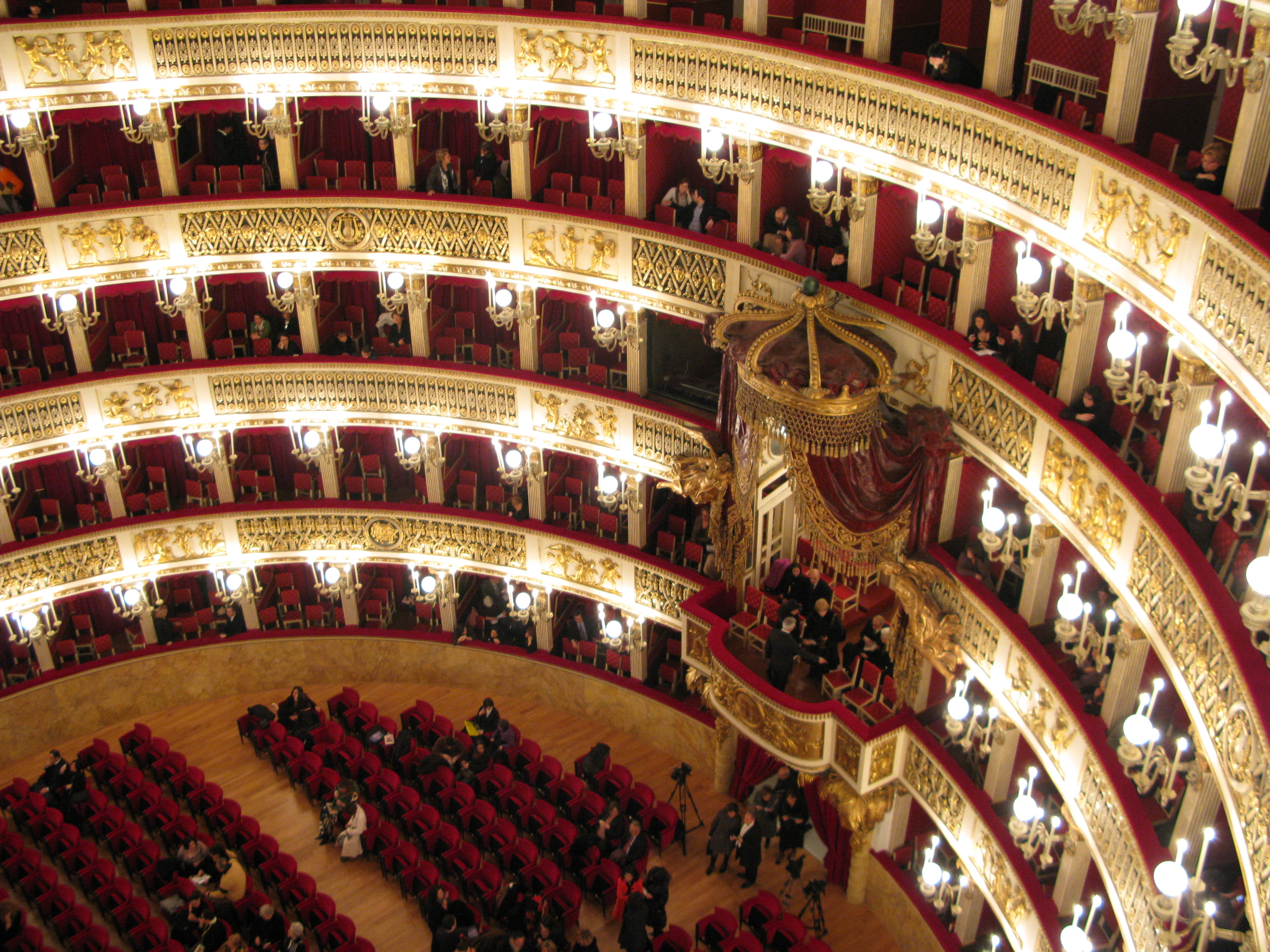
Loge royale du teatro San Carlo à Naples, XIXe siècle.
Intérieur de la Scala à Milan, XIXe siècle.

## Évolution
Le théâtre à l'italienne devint le seul modèle européen de théâtre aux XVIIIe et XIXe siècles. Les édifices de plus en plus somptueux s'agrandirent, comme le Teatro San Carlo (1737) à Naples et la Scala (1778) à Milan. Le style connut son apogée en Europe au XIXe siècle. Cent soixante-dix théâtres furent construits en France dans la deuxième moitié du XIXe siècle, à la suite de l'opéra Garnier, achevé en 1875.
Cependant, la pensée théâtrale au XXe siècle entraîna un désaveu de ce genre d'édifice. Les critiques portaient sur les aspects physiques (manque de confort, mauvaise visibilité de la scène), le genre de dramaturgie que la structure impose, et la distance établie entre le public et les acteurs. Le théâtre à l'italienne était devenu le symbole du spectacle bourgeois. Les salles construites dans la deuxième moitié du XXe siècle visaient à éliminer ces barrières.
Depuis les années 1980, on constate en France un renouveau de l'intérêt pour la restauration de ces lieux, pour leur valeur culturelle et pour leurs qualités acoustiques, comme le théâtre Molière à Sète et le théâtre de Clermont-Ferrand, rénovés par Xavier Fabre.

## Exemples

### En Italie
- Teatro San Carlo de Naples (1737), conçu par Giovanni Antonio Medrano.
- Teatro Massimo Vincenzo Bellini de Catania (1870-1890)
- Teatro Massimo de Palerme (1875-1891)
- La Scala de Milan (1778)
- Teatro comunale de Bologne (1763)
- Teatro della Pergola de Florence (1656)
- Teatro Regio de Turin (1740), détruit par un incendie en 1934
- Teatro Carlo-Felice de Gênes (1828), partiellement détruit pendant la Seconde Guerre mondiale et rouvert en 1991
- La Fenice de Venise (1792), brûlé en 1836 et 1996 et rouvert en 2004
- Teatro della Concordia de Monte Castello di Vibio, le plus petit théâtre à l'italienne du monde

### En France
- Théâtre à l'italienne de Châteaudun (Eure-et-Loir) inauguré en 1833 puis reconstruit dans l'état actuel en 1888 par Émile Vaillant
- Théâtre à l'italienne d'Aix-les-Bains, dit Théâtre du Casino Grand-Cercle (Savoie) |
- Grand Théâtre de Tours (Indre-et-Loire) Classé MH (1994)
- Grand Théâtre de Bordeaux  Classé MH (1899)[9]
- Théâtre de Tarascon (Bouches-du-Rhône) : 1888  Inscrit MH (1980)[10]
- Comédie-Française à Paris : 1680
- grande salle du Théâtre des Champs-Élysées à Paris : inauguration en 1913
- Théâtre à l'italienne de Douai
- Théâtre d'Arras
- Théâtre à l'italienne d'Évreux (Eure)  Inscrit MH (2002)[11]
- Théâtre à l'italienne de Guéret (Creuse)
- Théâtre à l'italienne de Pézenas (Hérault)  Inscrit MH (2005)[12]
- Théâtre à l'italienne de Roanne (Loire)
- Théâtre à l’italienne de Cherbourg-en-Cotentin (Manche)
- Théâtre à l'italienne de Dole (Jura) inauguré en 1843 et rénové de 2015 à 2021